# De Courant/Het Nieuws van de Dag
De Courant/Het Nieuws van de Dag (bis 1945 De Courant/Het Nieuws van den Dag, deutsch Der Anzeiger/Die Neuigkeiten vom Tage) war eine bis 1982 bestehende überregionale niederländische Tageszeitung mit Redaktionssitz in Amsterdam, die 1998 eingestellt wurde. Sie war während des Großteils ihres Bestehens eine Kopfzeitung von De Telegraaf.

## Geschichte
Am 9. Januar 1893 erschien die Erstausgabe der Zeitung als Volksausgabe von De Amsterdammer unter dem Namen De Courant, Gründer war Henri Tindal. 1896 wurde sie zur Kopfzeitung des Telegraaf, der fast zur gleichen Zeit (am 1. Januar 1893) wie De Courant erstmals erschienen war. 1902 wurden beide Zeitungen kurz nach Tindals Tod von Hak Holdert für 40.000 Gulden übernommen. Unter ihm erfuhr in den folgenden Jahrzehnten De Courant einen kometenhaften Aufstieg zur ersten Massenzeitung der Niederlande, die alle anderen Zeitungen, auch den Telegraaf, weit hinter sich ließ.
1905 übernahm Holdert die Zeitungen Het Amsterdamsch Nieuwsblad (Erstausgabe 1897) und Het Ochtendblad (Erstausgabe 1898). Sie wurden umgehend eingestellt, die 15.000 Abonnenten bekamen von da an stattdessen De Courant. 1912 folgte auch die Übernahme von De Echo, die mit De Courant zusammengelegt wurde. Diese Zeitung gehörte zuvor dem Algemeen Handelsblad und war noch im vorangegangenen Jahr in einen Preiskrieg mit De Courant verwickelt gewesen. Nach der 1923 erfolgten Übernahme der 1870 gegründeten Zeitung Het Nieuws van den Dag erhielt De Courant den neuen zusammengesetzten Titel De Courant/Het Nieuws van den Dag. Im Vorjahr hatte sie als erste Tageszeitung der Niederlande erstmals ihre Auflage extern durch ein Wirtschaftsprüfungsbüro bestätigen lassen.
Nach der Kapitulation der Niederlande im Zweiten Weltkrieg wurde kurzzeitig erwogen, den Telegraaf und De Courant/Het Nieuws van den Dag einzustellen, da aber andere Zeitungen weitererschienen, wurde diese Überlegung verworfen. Die Kollaboration im Zweiten Weltkrieg mit den deutschen Besatzern – dazu gehörte unter anderem, dass im Holdert-Konzern während dieser Zeit die Deutsche Zeitung in den Niederlanden und das antisemitische De Misthoorn gedruckt wurden – kam jedoch dem Verlag teuer zu stehen. De Telegraaf erhielt ein 30-jähriges und De Courant/Het Nieuws van den Dag ein 20-jähriges Erscheinungsverbot, das jedoch bereits im Januar 1949 aufgehoben wurde. Hakkie Holdert, nach dem Tod seines Vaters seit 1944 Verleger des Konzerns und Mitglied der Waffen-SS, wurde allerdings zu zwölf Jahren Gefängnis verurteilt, des Weiteren wurde sein Vermögen konfisziert.
Die Zeitung erschien seit dem 12. September 1949 wieder mit einem leicht geänderten Namen, das veraltete den war durch de ersetzt worden. 1951 erwarb eine Gruppe von fünf Finanziers, darunter auch Hak Holderts Enkel M.E. Borrius Broek, vom Staat und den drei Schwestern Hakkie Holderts, die die übrigen 3/4 des Verlags von ihrem Vater geerbt hatten, für 480.000 Gulden alle Anteile des früheren Holdert-Konzerns und bewahrten damit dessen Zeitungen vor der Einstellung.
In der Nachkriegszeit kehrte sich das Auflagenverhältnis zwischen De Telegraaf und De Courant/Het Nieuws van de Dag allmählich um. Letztere wurde 1982 in eine Amsterdamer Lokalzeitung umgewandelt, die 1985 neben der Morgen- auch eine Mittagsausgabe erhielt. Am 14. Februar 1998 wurde De Courant/Het Nieuws van de Dag eingestellt, die letzte Ausgabe hatte noch eine Auflage von 40.000 Exemplaren.

## Auflagenentwicklung
| Jahr      | Auflage | Jahr | Auflage |
| --------- | ------- | ---- | ------- |
| 1902      | 10.755  | 1940 | 325.750 |
| 1906/1907 | 59.501  | 1943 | 374.077 |
| 1910/1911 | 110.000 | 1944 | 383.313 |
| 1912/1913 | 153.859 | 1950 | 25.000  |
| 1914/1915 | 179.642 | 1955 | 66.264  |
| 1917/1918 | 182.650 | 1960 | 89.526  |
| 1924/1925 | 212.305 | 1966 | 131.444 |
| 1929/1930 | 259.890 | 1968 | 141.900 |
| 1937      | 250.000 | 1970 | 166.240 |
| 1939      | 336.443 | 1975 | 174.300 |
|           |         | 1980 | 151.640 |

Anmerkung: Für 1965 ist keine Angabe vorhanden.